# Aeroportul Municipal Waupaca
Aeroportul Municipal Waupaca (IATA: PCZ, ICAO: KPCZ, FAA LID: PCZ) este un aeroport din Wisconsin, Statele Unite ale Americii ce deservește zona Waupaca. A fost numit după zona deservită.
Situat la o altitudine de 256 m, aeroportul dispune de 2 piste.

## Infrastructură

### Piste
Aeroportul dispune de 2 piste. Pista 10/28 are suprafața de asfalt și dimensiunile 5.200 picioare × 100 picioare. Pista 13/31 are suprafața de asfalt și dimensiunile 3.899 picioare × 75 picioare. 